# Marty Cook
Marty Cook (Long Island (New York), 5 mei 1947) was een Amerikaanse jazztrombonist en -componist, die sinds de jaren 1980 in Duitsland woont.

## Biografie
Hij begon zijn professionele carrière op 19-jarige leeftijd in New York, waar hij tot eind jaren 1970 woonde en werkte, met uitzondering van reizen naar Europa en de westkust. In het New Yorkse loftjazz-circuit van de jaren 1970 was Marty Cook actief met verschillende bands (waaronder met Sam Rivers, Jeanne Lee, Jay Clayton en Perry Robinson). Hij heeft ook gewerkt met jazz-, latin- en rockbands in de omgeving van New York.
In de jaren 1980 speelde Cook onder meer met Paul Motian, Dewey Redman, Paul Grabowsky, Hans Dulfer, Gunter Hampel, Günther Klatt, Mal Waldron, Jürgen Wuchner en Barbara Dennerlein. Hij trad ook op met Charlie Hadens Liberation Music Orchestra, Embryo en the Red Area.
Hij trad op met zijn eigen bands in heel Europa, waaronder Jim Pepper, Monty Waters, Allan Praskin en Ed Schuller. Momenteel heeft hij een duoproject met pianist Larry Porter en een trio met Geoff Goodman en Gunnar Geise. In de formatie Conspiracy speelt hij onder andere met Rudi Mahall. Gastoptredens in Marokko, Turkije en Libanon brachten hem in nauw contact met Arabische muziek. Hij doceerde aan het Bruckner Conservatorium in Linz en aan de Staatsuniversiteit voor Muziek in Mannheim.
Cook heeft onder zijn eigen naam acht cd's opgenomen. The Penguin Guide to Jazz (1995) schrijft over hem: Aangezien Ray Anderson zijn eigen weg gaat, moet Cook het hedendaagse tromboneteam leiden. Hij heeft opmerkelijke kwaliteiten, zowel als solist als als bandleider: heldere articulatie, onuitputtelijke ideeën, veilige arrangementen en een indrukwekkende structurele gevoeligheid.